# Elytrophorus
Elytrophorus là một chi thực vật có hoa trong họ Hòa thảo (Poaceae).

## Loài
Chi Elytrophorus gồm các loài: